# LZ120 Bodensee

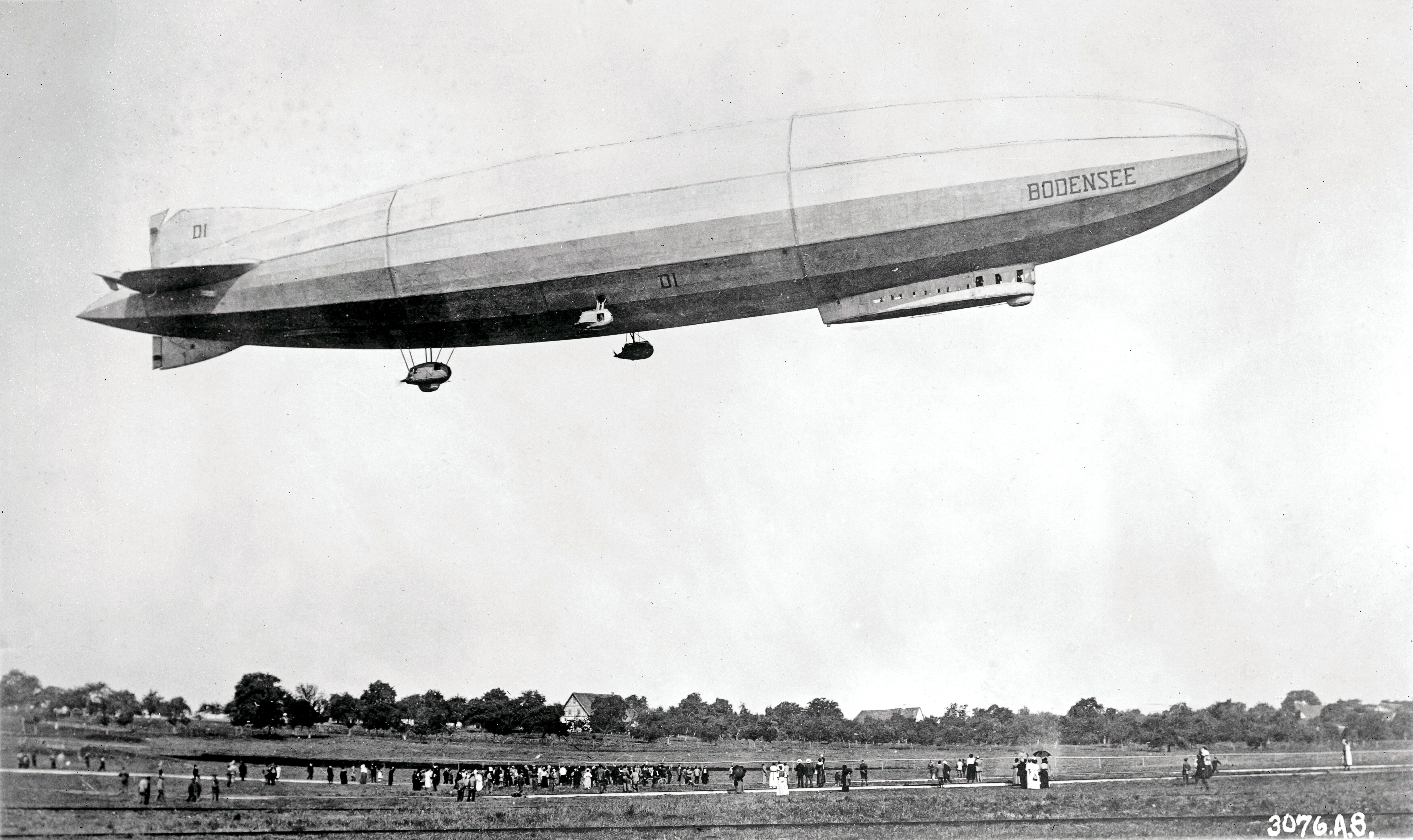
De Bodensee op zijn dagelijkse vlucht tussen Berlijn en Friedrichshafen

De Bodensee was een luchtschip gebouwd door Luftschiffbau Zeppelin in opdracht van de DELAG. Het op 20 augustus 1919 opgeleverde schip onderhield een dagelijkse verbinding tussen Berlijn en Friedrichshafen. Het bevatte een eersteklas passagiersverblijf.
In 1921 is de Bodensee overgedragen aan Italië als oorlogsvergoeding. Het luchtschip werd in Italië omgedoopt tot Esperia en bleef er tot 1928 in dienst.